# Robinson Crusoe
Robinson Crusoe (tên bản dịch tại Việt Nam: Rô-bin-xơn Cru-xô) là tiểu thuyết của nhà văn người Anh Daniel Defoe (1660-1731), tên tiếng Anh đầy đủ: The life and strange surprising adventures of Robinson Crusoe of York, Mariner (nghĩa tiếng Việt: Cuộc đời và những chuyện phiêu lưu kỳ thú của Robinson Crusoe, người thủy thủ xứ York). Đây là tác phẩm xuất sắc nhất trong hơn hai trăm năm mươi tác phẩm truyện dài và truyện ngắn của Daniel Defoe, xuất bản lần đầu tiên năm 1719 khi tác giả đã gần sáu mươi tuổi. Trong một số cuốn tiểu thuyết của ông, Rô-bin-xơn Cru-xô (1719) là nổi tiếng hơn cả  
Sự thành công của nó thúc đẩy Defoe viết thêm nhiều "hậu truyện" cho cuốn này và rất nhiều truyện phiêu lưu kỳ thú khác của các tên cướp biển, các lãng tử và các cô gái giang hồ. Một đoạn phần "hậu truyện" của tác phẩm đã được đem vào dạy học tại Việt Nam bậc Trung Học Cơ Sở

## Tóm tắt tác phẩm

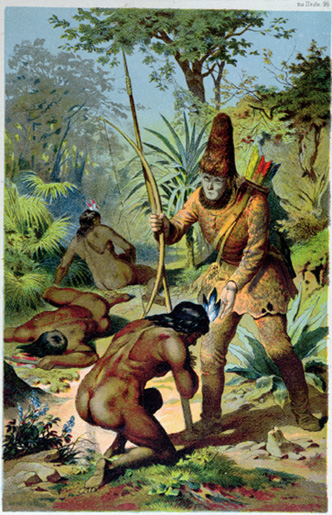
Robinson Crusoe và Man Friday, tranh của Carl Offterdinger

Robinson là người ưa hoạt động và ham thích phiêu lưu, say sưa đi đến những miền đất lạ, bất chấp sóng to gió lớn và những nỗi hiểm nguy. Ngày 1 tháng 9 1651, khi được 19 tuổi, Robinson xuống tàu tại hải cảng Hull của Anh để cùng một người bạn sửa soạn đi London. Cuộc hành trình không trót lọt, sóng to gió lớn khiến tàu bị đắm ở Yacmao. Tai họa ấy không làm Robinson nhụt chí. Cha mẹ khóc lóc, bạn bè can ngăn không lay chuyển được quyết tâm của Robinson tiếp tục thực hiện nhiều cuộc phiêu lưu khác. Khi đi buôn tại bờ biển Guinea châu Phi, Robinson bị một tên cướp biển, người Thổ Nhĩ Kỳ bắt bán làm nô lệ. Trải qua nhiều gian nan, Robinson trốn thoát và chạy qua Brasilia, thuộc Nam Mỹ làm nghề trồng mía. Mộng hão hồ không dứt, đúng tám năm sau, vào ngày 1 tháng 9 năm 1659 Robinson lại nghe bạn bè rủ rê xuống chiếc tàu có trọng tải 120 tấn, có 6 khẩu đại bác và 14 người, đi châu Phi trong một chuyến buôn bán đổi chác lớn. Không may, chuyến đi được chuẩn bị kỹ càng này lại kết thúc trong bi thảm do tàu bị đắm. Xác tàu dạt vào gần bờ một đảo hoang và chỉ một mình Robinson sống sót. Tại đây, Robinson khắc trên một chiếc giá gỗ hình chữ thập ngày 30 tháng 9 năm 1659, ngày anh lên bờ, và vớt vát từ xác tàu đắm gạo, lúa mạch, thịt dê, đường, súng, búa rìu v.v. để bắt đầu cuộc sống cô độc. Robinson dựng lều, săn bắn kiếm ăn, rồi dần dần trồng lúa mạch và ngô, nuôi được dê lấy thịt, làm những nồi đất để đựng nước, hạ được cây cổ thụ để đục thành một chiếc thuyền độc mộc.
11 năm sau đó Robinson sống cô đơn và cực khổ trên đảo hoang, chỉ làm bạn với chim muôn cây cỏ, tự nhận mình là vua mà các thần dân là một con vẹt, một con chó già và hai con mèo. Trong những năm này chàng dần chấp nhận hiện thực và tìm cách thay đổi nó, và đã có các thành quả về chăn nuôi, trồng trọt, chế biến thực phẩm, đóng thuyền.
Một lần nọ, vào năm thứ 18, Robinson phát hiện ra dấu chân người, và ở góc Tây Nam của đảo có xương người cùng đống lửa cho thấy trên đảo không hoàn toàn là hoang dã, có người ăn thịt người. Bây giờ Robinson buộc phải đối mặt với những con người hoang dã đồng loại, rất có thể là kẻ thù của anh. Biết mình thân cô thế cô, Robinson đã buộc phải giấu mình trong 5 năm tiếp theo không để cho họ phát hiện, cho đến khi chàng nhìn tận mắt bọn người dã man đang ăn thịt người. Đây là những kẻ ăn thịt người sống tại một nơi khác, có tục lệ mang những người sống mà họ bắt được đến một nơi hẻo lánh trên đảo để làm thịt. Một buổi sáng trong năm tiếp theo, Robinson thấy khoảng 30 thổ dân đi trên các thuyền độc mộc đến đảo, nhảy múa quanh đống lửa và làm thịt một người, người còn lại cũng sắp bị đem ra giết mổ. Nhân khi dây trói lỏng người đó đã tìm cách tháo chạy, lại được Robinson dùng súng và đao xông vào đánh cứu nên chàng trai đó đã trở thành nhân vật thứ hai trên đảo hoang. Robinson đặt tên cho anh ta là Friday (tiếng Việt: Thứ Sáu), để kỷ niệm ngày anh ta được cứu thoát.
Friday là một thổ dân châu Phi khá thông minh, Robinson đã dạy anh ta chút ít tiếng Anh và từ đó Robinson không còn sống cô độc nữa. Qua thời gian ở với nhau, hai người đã trao đổi với nhau nhiều chuyện, đặc biệt là những điều mà Friday biết về đất liền. Họ chuẩn bị kế hoạch rời đảo.
Khi chiếc thuyền sắp đóng xong, Robinson và Friday lại chứng kiến cảnh 20 thổ dân mang hai người lên đảo để làm tiệc. Họ đã xông vào tàn sát bọn thổ dân và cứu hai người kia. Trong 2 người đó có một người da trắng là người Tây Ban Nha sống sót sau một vụ đắm tàu, còn một người khác lại chính là cha của Friday. Người Tây Ban Nha ấy được Robinson giao thuyền để anh ta đi tìm những người bạn mất tích khác. Trong khi chờ đợi anh ta trở về, một chiếc tàu của Anh lại ghé vào đảo. Thủy thủ trên tàu đang nổi loạn, Robinson giúp thuyền trưởng đoạt lại tàu rồi họ, trong đó có cả Robinson và Friday, ra khơi, bỏ lại trên đảo hai thổ dân và các thủy thủ phiến loạn. Về sau những người Tây Ban Nha quay trở lại đảo, cùng sống hòa bình với người Anh và phát triển đảo trở nên trù phú.
Sau 28 năm, 2 tháng và 19 ngày sống trên đảo hoang, khi ấy đã 55 tuổi, Robinson đã trở về với thế giới loài người. Sau khoảng nhiều thời gian khá dài, Robinson học cách thân thiện trở lại với thế giới ấy. Robinson lấy vợ và có ba đứa con, chấm dứt khao khát phiêu lưu kỳ thú và gian truân, Robinson an phận với cuộc sống bình thường không chút âu lo đến cuối đời.

## Giá trị tác phẩm
Tiểu thuyết viết dưới hình thức tự truyện, nhân vật chính xưng "tôi" (từ nguyên: Ich-form, tiếng Đức:ich nghĩa là "tôi"). Đây là cách thông báo trước kết thúc tốt đẹp của các tình tiết gay cấn. Tiểu thuyết có nhiều tình tiết đặc trưng của dòng lãng mạn ở đầu, nhưng kết cục mang nhiều yếu tố của dòng văn học hiện thực. Thực tế, quyến sách cũng được in ấn vào thời kì đầu của chủ nghĩa hiện thực của Anh.
Defoe viết theo chuyện có thật về một thủy thủ tên Alexander Selkirk (1676-1721). Alexander Selkirk do đắm tàu, lạc trên hòn đảo hoang ngoài khơi Chilê. Ngược lại với Robinson Crusoe trong chuyện là người có nghị lực, dũng cảm, có sức mạnh và khả năng lao động chiến thắng thiên nhiên. Năm 1709 Alexander Selkirk được đoàn thám hiểm của Woodes Rogers cứu về, khi gần như đã trở thành dã nhân.
Tiểu thuyết nổi tiếng này của Defoe, với cốt truyện giản dị, văn phong trong sáng phù hợp với giới trẻ, có giá trị giáo dục tốt đối với lứa tuổi thiếu niên. Câu chuyện cũng trở thành cảm hứng cho nhiều bài ca và các tác phẩm điện ảnh sau này.

## Phim chuyển thể
- Robinson Crusoe (1927 film), a 1927 film by M.A. Wetherell
- Mr. Robinson Crusoe, a 1932 Douglas Fairbanks film
- Robinson Crusoe (1954 film), a 1954 film by Luis Buñuel
- The Adventures of Robinson Crusoe (TV series) 1964 French children's television drama series made by Franco London Films
- Robinson Crusoe (1997 film), a 1997 British/Americ
- Robinson Crusoe (2016 film)

## Sách tham khảo
- Boz (Charles Dickens) (1853). Memoirs of Joseph Grimaldi. London: G. Routledge & Co.
- Findlater, Richard (1955). Grimaldi King of Clowns. London: Magibbon & Kee. OCLC 558202542.
- McConnell Stott, Andrew (2009). The Pantomime Life of Joseph Grimaldi. Edinburgh: Canongate Books Ltd. ISBN 978-1-84767-761-7.
- Ross, Angus, ed. (1965), Robinson Crusoe. Penguin.
- Secord, Arthur Wellesley (1963). Studies in the narrative method of Defoe. New York: Russell & Russell. (First published in 1924.)
- Shinagel, Michael, ed. (1994). Robinson Crusoe. Norton Critical Edition. ISBN 0-393-96452-3. Includes textual annotations, contemporary and modern criticisms, bibliography.
- Severin, Tim (2002). In search of Robinson Crusoe, New York: Basic Books. ISBN 0-465-07698-X

## Tác phẩm liên kết

### Các phiên bản
- Defoe, Daniel Robinson Crusoe. Edited by Michael Shinagel. (New York: Norton, 1994) ISBN 9780393964523. Includes a selection of critical essays.

### Các tác phẩm chỉ trích
- Backscheider, Paula Daniel Defoe: His Life. (Baltimore: Johns Hopkins University Press, 1989) ISBN 0801845122.
- Richetti, John (ed.) The Cambridge Companion to Daniel Defoe. (Cambridge: Cambridge University Press, 2009) ISBN 9780521675055. Casebook of critical essays.
- Rogers, Pat Robinson Crusoe. (London: Allen and Unwin, 1979) ISBN 0048000027.
- Watt, Ian The Rise of the Novel. (London: Pimlico, 2000) ISBN 9780712664271.
- Robinson Crusoe - An Identification Guide Lưu trữ ngày 29 tháng 4 năm 2019 tại Wayback Machine